# Смак света (стрип)
Смак света је редовна епизода Марти Мистерије објављена у свесци бр. 46. у издању Веселог четвртка. Свеска је објављена 16.08.2018. Коштала је 380 дин (3,2 €; 3,6 $). Имала је 158 страна.

## Оригинална епизода
Оригинална епизода под називом La fine del mondo објављена је премијерно у бр. 324. регуларне едиције Марти Мистерије која је у Италији у издању Бонелија изашла 12.12.2012. Епизоду су нацртали Серђо Туис и Ђовани Романини, а сценарио написао Луиђи Мињако. Насловну страну нацртао Ђанкарло Алесандрини. Коштала је 5,7 €.

## Кратак садржај
Војска САД принудно одводи Мартија, Јаву и Дијану заједно са још неколико угледних природних и друштвених научника у авион који их води у непознатом правцу. Вођа пута, пуковник Трег, им објашњава да се ускоро очекује соларна олуја која би могла да изазове велике поремећаје на планети. Олуја ствара магнетно поље која блокира рад свих уређаја који раде на струју, тако да би човечанство могло да се врати у примитивну фазу пре појаве електринчне енергје. Група истакнутих личности треба да нађе решење за ситуацију која би могла да настане након соларне олује. Авион принудно слеће у области Стеновитих планина у близини Бер Ривер Тауна, малог града у коме се налази војна база. Марти и Јава ускоро откривају да се у бази налази тајна која може да разреши проблем соларне олује.

## Претходна и наредна епизода
Претходна епизода носила је наслов Тридесет шест праведника (бр. 45), а наредна епизода Гласови из прошлости (бр. 47).

## Остали стрипови под истиом називом
Ову епизоду не треба мешати са епизодом Смак света која је објављена 2. јуна 2016. у едицији Супербоок #36 (у којој се Дилан појављује заједно са Марти Мистеријом), као са епизодом Смак света која је објављена 17. марта 2022. у #184 редовне едиције Дилан Дога у издању Веселог четвртка.